# Adansonia
Adansonia L., 1758 è un genere di piante appartenente alla famiglia delle Malvacee (sottofamiglia Bombacoideae), comunemente note come baobab (AFI: /baoˈbab/).
Il genere comprende otto specie: sette diffuse in Africa (di cui sei endemiche del Madagascar) e una in Australia.

## Etimologia
Il nome comune viene dal francese baobab, attestato anche nel latino medievale come bahobab (circa 1590), a sua volta di origine africana, attestato fin dal 1445. L'etimo esatto non è conosciuto: secondo l'American Heritage Dictionary deriverebbe dall'arabo بو حباب būħibāb "padre di molti semi", da ابو ʾabū "padre" e حب ħabb, "seme".
L'epiteto specifico è un omaggio a Michel Adanson, il naturalista ed esploratore francese che descrisse il baobab africano (Adansonia digitata).

## Tassonomia
Il genere Adansonia comprende otto specie che vengono comunemente suddivise, in base alle differenze morfologiche del fiore (morfologia del germoglio florale, orientamento del fiore e lunghezza del tubulo staminale), in tre sezioni:
- Sezione Adansonia
  - Adansonia digitata L. – baobab africano
- Sezione Brevitubae
  - Adansonia grandidieri Baill. – baobab di Grandidier
  - Adansonia suarezensis H.Perrier – baobab di Suarez
- Sezione Longitubae
  - Adansonia gregorii F.Muell. (sin. A. gibbosa (A.Cunn.) Guymer ex D.A.Baum) – baobab australiano
  - Adansonia madagascariensis Baill. – baobab del Madagascar
  - Adansonia perrieri Capuron – baobab di Perrier
  - Adansonia fony Baill. (sin. A. rubrostipa Jum. & H.Perrier)
  - Adansonia za Baill.

## Descrizione

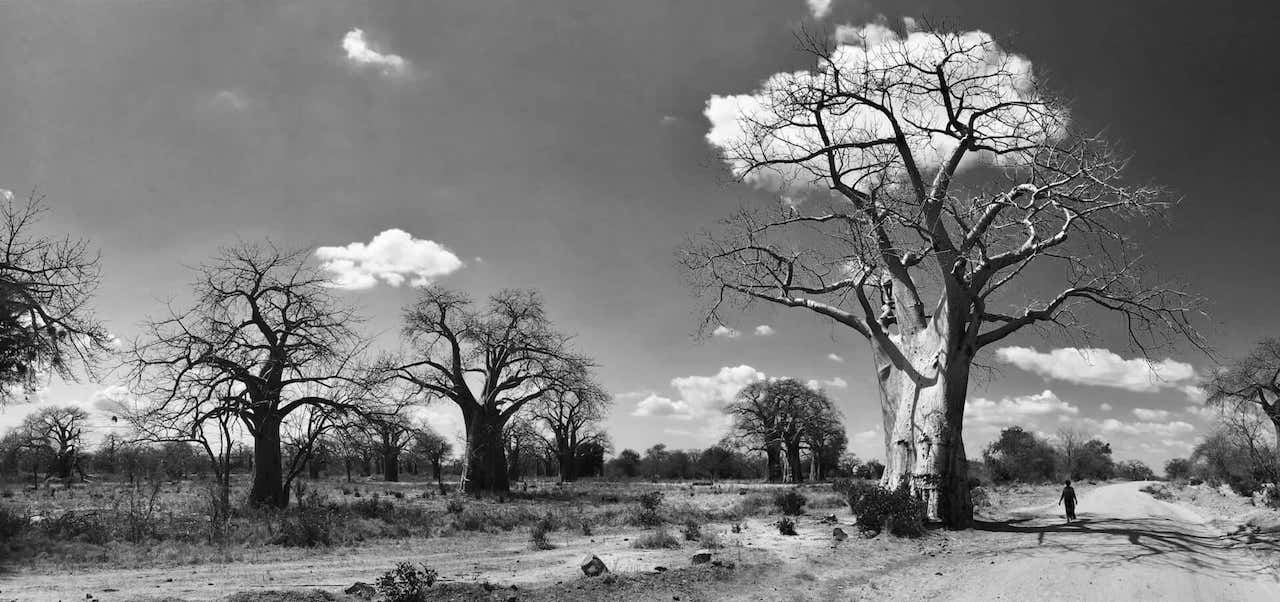
Valle dei Baobab in Zambia

Sono alberi caducifogli con grandi tronchi, che raggiungono altezze tra i 5 e i 25 m (eccezionalmente 30 m); il diametro del tronco può raggiungere i 7 m (eccezionalmente 11 m). Sono famosi per la loro capacità d'immagazzinamento d'acqua all'interno del tronco rigonfio, che riesce a contenere fino a 120.000 litri d'acqua per resistere alle dure condizioni di siccità di alcune regioni. I rami, disposti a raggiera alla sommità dei tronchi, sono del tutto spogli durante la stagione secca. La chioma si riempie, per pochi mesi all'anno, di foglie composte palmate. Nell'epoca, temporalmente molto limitata, della fioritura esibiscono grandi fiori molto odorosi, che si schiudono la notte. Producono frutti ovoidali con un pericarpo commestibile e con un grosso seme reniforme.

## Biologia

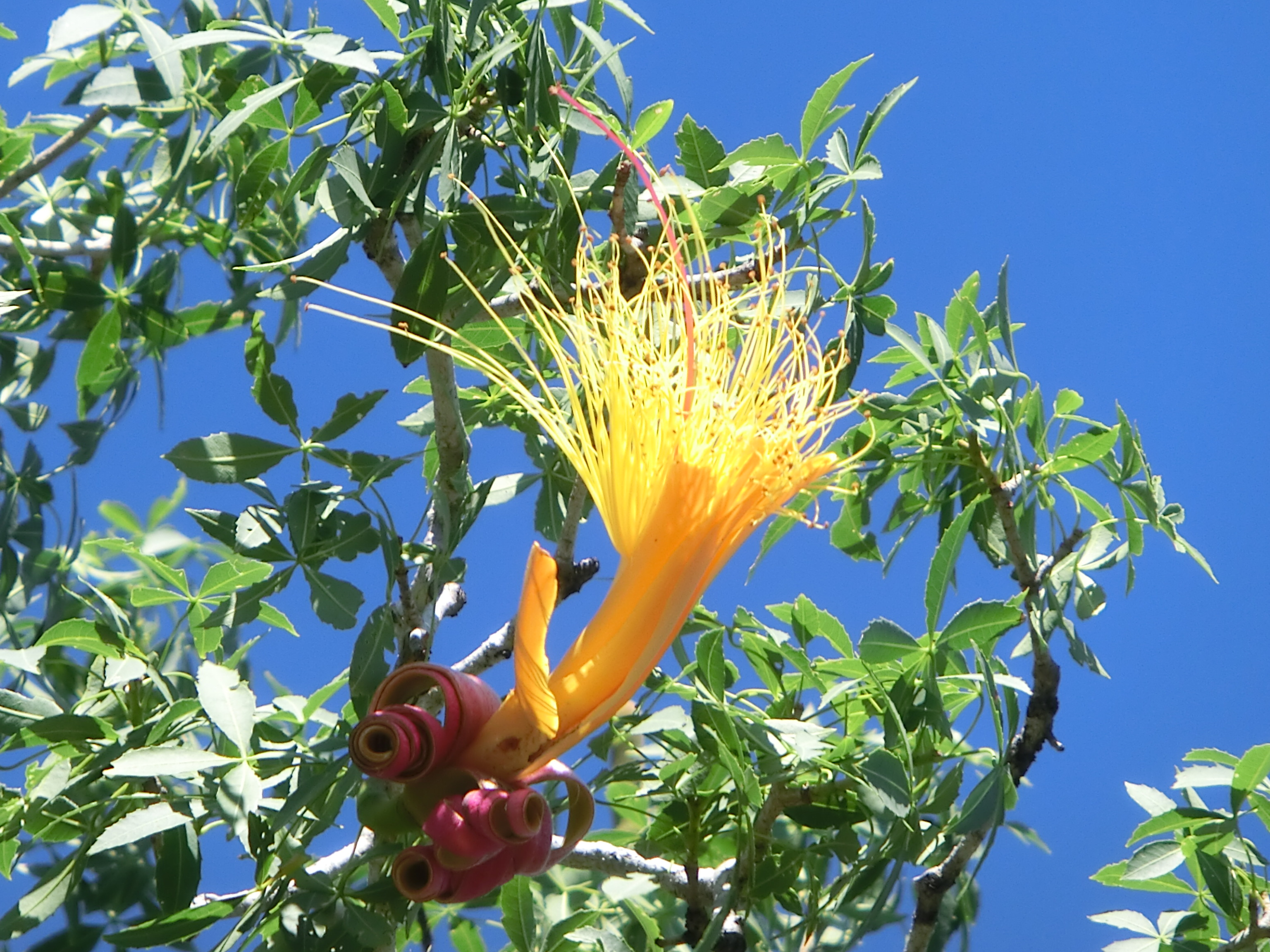
Fiore di Adansonia fony

Le specie del genere Adansonia si riproducono per impollinazione zoocora, cioè legata all'azione di diverse specie animali.
L'impollinazione di A. digitata è mediata da alcune specie di pipistrelli, analogamente alle due specie della sezione Brevitubae, alla cui impollinazione contribuiscono anche alcune specie di lemuri notturni. Le cinque specie della sezione Longitubae invece sono usualmente impollinate da farfalle notturne della famiglia Sphingidae.

## Distribuzione e habitat
Sei delle otto specie note (A. grandidieri, A. madagascariensis, A. suarezensis, A. perrieri, A. fony e A. za) sono endemiche del Madagascar.
A. digitata è ampiamente diffusa in Africa continentale, mentre l'unica specie non africana è A. gregorii, endemica dell'Australia nord-occidentale.
Analisi cladistiche hanno mostrato che la differenziazione tra le specie africane e quella australiana è avvenuta molto tempo dopo la frammentazione del supercontinente Gondwana e pertanto deve essere intervenuto un meccanismo di dispersione ad opera delle correnti marine.

## Usi
- Le foglie sono usate come vegetale commestibile in tutte le aree di distribuzione del continente africano, compresi il Malawi, lo Zimbabwe e il Sahel. Sono mangiate sia fresche che sotto forma di polvere secca. In Nigeria, le foglie sono localmente note come kuka, e sono usate per produrre la zuppa di kuka.
- La polpa secca del frutto, dopo la separazione tra i semi e le fibre, viene direttamente mangiata o mescolata nel porridge o nel latte.
- I semi sono usati principalmente come addensante per le zuppe, ma possono anche essere fermentati in condimenti, arrostiti per un consumo diretto, o tritati per estrarre olio vegetale. L'albero è anche una fonte di fibre, tinture e carburante.
- Il boab (ovvero la specie australiana Adansonia gregorii) era usato dagli aborigeni australiani come fonte di acqua e cibo, mentre le foglie erano utilizzate per scopi medici. I frutti venivano scolpiti e dipinti, per poi essere usati come ornamenti.

## Nella cultura di massa
- Il baobab è l'albero nazionale del Madagascar e del Senegal.
- Ne Il Piccolo Principe di Antoine de Saint-Exupéry il protagonista è preoccupato dal fatto che i baobab crescendo possano occupare tutto lo spazio del suo asteroide.
- Rafiki, personaggio del film di animazione Il re leone, ha la sua casa dentro un baobab.
- Baobab è il titolo di una serie dell'autore di fumetti Igort.
- In lingua francese, per indicare un fannullone si usa dire che "il a un baobab dans la main" (letteralmente: ha un baobab in mano) - traslato dall'espressione "avoir un poil dans la main" (letteralmente: avere un pelo in mano).
- Una leggenda narra che un baobab molto grande e cavo a sud di Derby, nell'Australia Occidentale, fosse stato usato negli anni 1890 come camera di sicurezza per i prigionieri aborigeni diretti a Derby per la loro sentenza.[9] L'albero esiste ancora ed è una meta turistica.